# Martinus Nijhoff

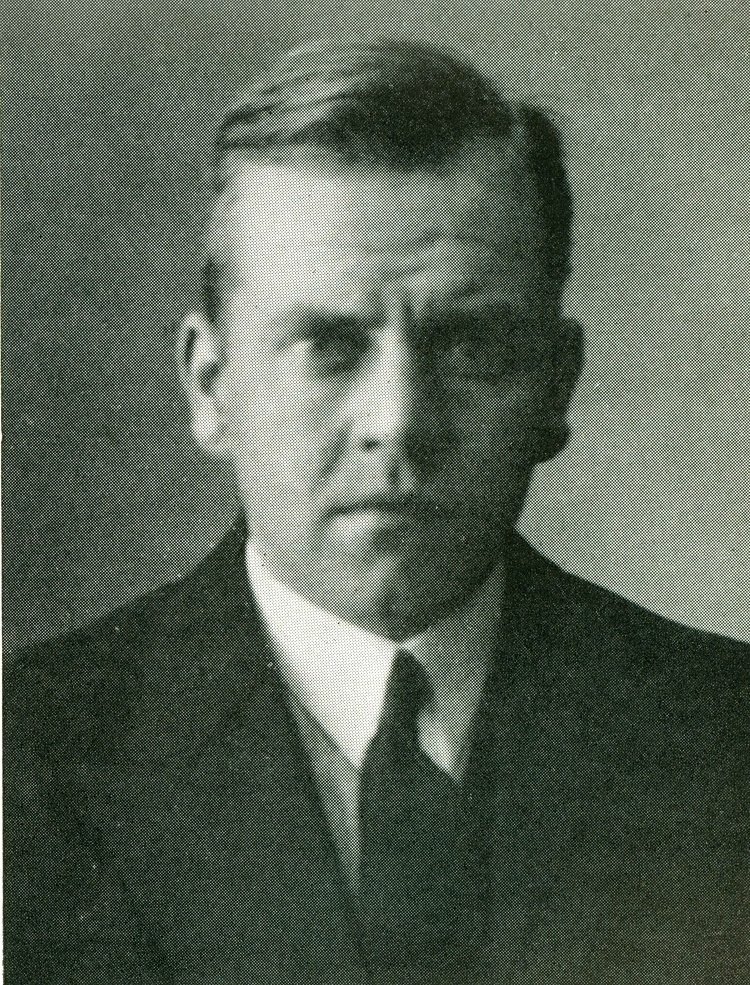
Martinus Nijhoff (1913)

Martinus Nijhoff, född 20 april 1894 i Haag, död 26 januari 1953 i Haag, var en holländsk poet. Han studerade litteraturhistoria i Amsterdam och juridik i Utrecht. Han debuterade 1916 med boken De wandelaar ("Vandraren") och därefter spreds ryktet om hans unika stil; inte lika experimentell som Paul Van Ostaijens, men ändå distinkt i sin språkliga klarheten och ofta i kombination med mystiska teman. Nijhoff beskrivs ibland som en litterär hantverkare som med skicklighet kunde förena olika versformer ifrån olika litterära epoker.  
Några av hans mer välkända arbeten är Het Uur U (1936)  och den långa dikten Awater (1934). En rad olika sonetter kom också att bli kända, särskilt De Moeder de Vrouw ("Modern, frun") som firar minnet av en broöppning över floden Waal nära Zaltbommel. Joseph Brodsky ansåg dikten Awater vara en av de bästa dikterna under 1900-talet.